# Армяно-кыпчакский язык
Армя́но-кыпча́кский язы́к — мёртвый язык, относимый к кыпчакско-половецкой подгруппе тюркских языков. Язык армян, подвергшихся языковой ассимиляции в Крыму в XIV—XV веках.

## История
Известен по письменным памятникам кыпчакоязычных армян, исповедовавших христианство в традиции Армянской апостольской церкви, которые жили большими колониями в Каменце-Подольском, Львове, Луцке, Могилеве-Подольском, Сучаве, Серете, Замостье, Яссах, Аккермане и др. городах Украины, Польши, Румынии, Молдовы, куда переселились из Крыма (в основном из Кафы — Феодосии). Армяне Крыма переселились из Армении начиная с XI века и подверглись там языковой ассимиляции в XIV—XV веках. В памятниках армяно-кыпчакского языка сам этот язык обозначается его носителями трояко: более старым термином хыпчах тили («кыпчакский язык, язык кыпчаков»), притяжательной конструкцией бизим тил («наш язык») и более поздним сравнительным терминологически сочетанием, которое получило распространение благодаря переводчикам, знакомым с татарским языком Крыма, — татарча («по-татарски»).
Немецкий историк Дирк Хердер отмечает: «Хотя крымские армяне переняли местный татарский язык и кодифицировали его армянским письмом, они сохранили свою религиозную и этническую самобытность». Арменовед Ярослав Дашкевич отмечает: «Как это ни странно, но двухсотлетний билингвизм (или даже монолингвизм с использованием в качестве разговорного исключительно кыпчакского языка) армян в тюркоязычном окружении не привел к образованию армяно-кыпчакской письменности. Поиск текстов на кыпчакском языке с использованием армянской графики, созданный в татароязычном окружении в XIII—XV вв. и даже позже, до сих пор не увенчались успехом».
Местом появления армяно-кыпчакской письменности является Львов 1520—1530-х годов.

## Языковые особенности
Особенности армяно-кыпчакского языка: в фонетике — 9 гласных (а, ӓ, е, ы, и, о, ӧ, у, ӱ); переход қ в х (хар «снег», айах «нога»); глухое начало слова (таш «камень», кел- «приходить»); сохранение ң (миң «тысяча», сениң «твой»); сохранение взрывного характера аффиксальными к, г (хайтмага «возвращаться», бермӓгӓ «давать», сатмахка «для продажи», тӧлӓмӓхкӓ «для уплаты»); устойчивость ч, ш и начального аффиксального л (хачлар «кресты», ишлӓр «дела»); последовательная палатальная и губная гармония гласных; в морфологии — дательный падеж на -ка, -кӓ, -га, -гӓ; дательный местоимений маңа «мне», саңа «тебе», аңар «ему»; инфинитив на -мага, -мӓгӓ, -ма, -мӓ; глагольное имя на -ган, -гӓн; желательное наклонение на -гай, -гӓй; настоящее время на -ыйыр, -ийир; деепричастия на -гынча, -гинчӓ, -мынча, -минчӓ, -гачох, -гӓчох; в лексике — арменизмы церковно-религиозного характера, незначительное количество иранизмов и арабизмов, особенно присущих переводным текстам; масса украинских, польских, латинских заимствований. Грамматическая система деформирована вследствие мощного славянского влияния.

## Письмо

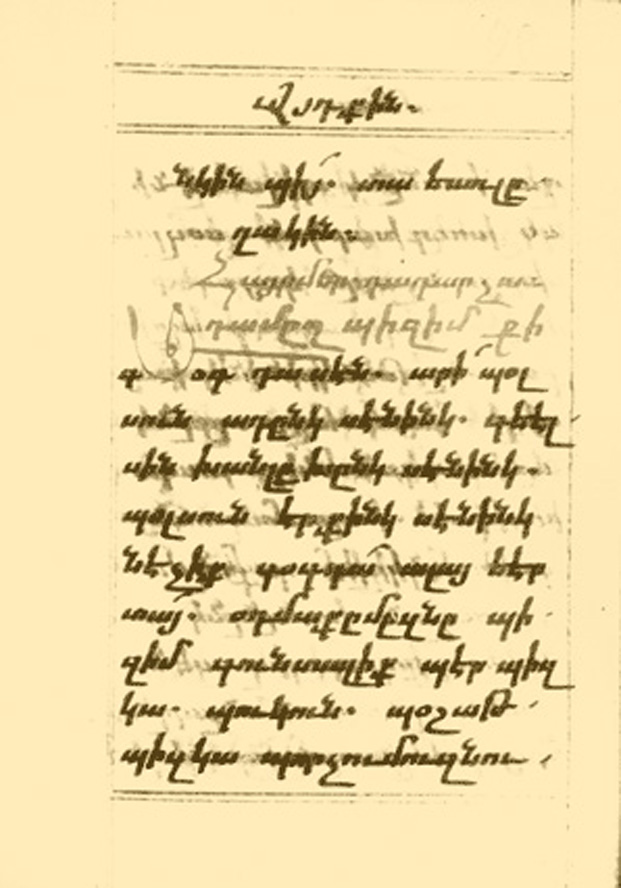
Молитвы в рукописи из Национальной библиотеки в Париже

Письмо армянское: болоргир — «круглое» письмо с использованием круглых прописных букв и наклонных строчных букв, выполненных прямыми горизонтальными и вертикальными элементами; и преимущественно нотргир — наклонное скорописное письмо с использованием закругленных элементов.

## Образец текста
Молитва «Отче наш» на армяно-кыпчакском языке:
Atamïz bizim ki köktäsen, 

Ari bolsun atïŋ seniŋ, 

Kelsin χanlïχïŋ seniŋ, 

Bolsun erkiŋ seniŋ nečik köktä alay yerdä, 

Ötmäkimizni bizim kündälik ber bizgä bügün, 

Bošat bizgä borčumuznu bizim, 

Nečik ki biz bošatïrbiz bizim borčlularïmïzga, 

Bermägin bizni sïnamaχlïχka, 

Yoχsa χutχar bizni yamandan, 

Zerä seniŋdir χanlïχ da χuvat, 

Da saŋa haybat meŋilik. 

Amen.